# Actinidia polygama
Espèce
Classification phylogénétique
Actinidia polygama est une espèce dioïque de lianes de la famille des Actinidiaceae. L'espèce se trouve en Asie de l'Est, plus particulièrement en Chine et au Japon. On la trouve principalement dans les zones boisées montagneuses du Japon.

## Caractéristiques
Du fait de certaines substances, certains chats sont comme drogués par les feuilles d'Actinidia polygama. En 2021, une équipe de recherche japonaise a publié dans la revue Science Advances les résultats d'une étude selon laquelle le fait que les chats domestiques et autres félins se frottent contre l'Actinidia polygama (ainsi que la cataire) qui leur permettrait de se protéger des moustiques, ainsi repoussés par la népétalactone qu'elle contient.
Les feuilles d'Actinidia polygama sont aussi utilisées comme sédatif pour les lions (dans certains zoos)[réf. nécessaire]. Elles peuvent aussi être consommées en infusion ou après avoir été roulées puis séchées, avec un effet stimulant[réf. nécessaire].